# 히가시소노기정
히가시소노기정(일본어: 東彼杵町)은 일본 나가사키현 동부의 오무라만과 접하는 히가시소노기군의 정이다.

## 지리
남쪽으로 오무라시, 북쪽으로 히가시소노기군 가와타나정, 동쪽으로 사가현 우레시노시와 접하며 서쪽은 오무라만과 접한다.

## 역사
북부의 소노기와 남부의 지와타는 오무라만과 접한 항구도시로 나가사키 가도의 역참 마을이기도 했다.
- 1940년 11월 3일 - 소노기촌이 정으로 승격해 소노기정이 되었다.
- 1959년 5월 1일 - 소노기촌과 지와타촌이 대등 합병해 히가시소노기정이 되었다.

## 산업
이전에는 포경(고래잡이)업이 번성했지만 현재는 연안 어업과 농업이 중심이다.

## 교통

### 철도
- 규슈 여객철도 오무라선

### 도로
- 나가사키 자동차도
- 국도 제34호선
- 국도 제205호선